# Список водорослей, занесённых в Красную книгу Вологодской области
В списке указаны все водоросли, занесённые в первую Красную книгу Вологодской области в 2004 году. В колонке КВ указана категория охраны вида. В Красной книге Вологодской области все виды поделены на 5 категорий, одна из которых имеет 4 подкатегории. Кроме того, виды оценены по категориям МСОП на региональном уровне. Категории имеют следующие обозначения:
| Красная книга Вологодской области: 0 — исчезнувшие или, по-видимому, исчезнувшие виды 1 — виды, находящиеся под угрозой исчезновения. 2 — «уязвимые» виды. 3 — редкие виды: а — с малым количеством особей в популяции; b — находящиеся на границе ареала; с — с узкой экологической амплитудой; d — реликтовые или эндемичные. 4 — виды с неопределённым статусом. | Красный список МСОП: EX — Исчезнувшие EW — Исчезнувшие в дикой природе CR — Находящиеся в критическом состоянии EN — Находящиеся в опасном состоянии VU — Уязвимые NT — Находящиеся в состоянии, близком к угрожаемому LC — Вызывающие наименьшие опасения DD — Недостаток данных NE — Неоценённые |

Всего в Красной книге Вологодской области — 4 вида водорослей, из них описаны 3 вида. Ни один из этих видов не входит в Красную книгу России и Красный список МСОП.
Согласно постановлению Правительства Вологодской области от 29.03.2004 № 320, Красная книга должна переиздаваться с актуализированными данными не реже, чем каждые 10 лет.
В нижеприведённом списке порядок расположения таксонов соответствует таковому в Красной книге Вологодской области.
| № | Латинское название                 | Русское название и описание | Лимитирующие факторы и меры охраны | Изображение | КВ   |
| - | ---------------------------------- | --- | --- | ----------- | ---- |
| 1 | Batrachospermum moniliforme DC., ? | Батрахоспермум четковидный — многоклеточная пресноводная водоросль, синевато-зелёные кустики имеют длину 3-8 см. В области найден в Потозере (Белозерский район), Трабиловском озере (Устюженский район), Бабьем озере (Бабушкинский район). В России встречается в европейской и азиатской частях, в мире — в Северной и Восточной Европе, Закавказье. Евразиатский вид. | Сильная эвтрофикация и изменение гидрологического режима водоёмов. Охраняется в заказнике «Озериха — Жубринский». Необходимы защита водоёмов от загрязнения, поиск новых местообитаний. |             | 2 DD |
| 2 | Aegagropila linnaei Kutzing, 1843  | Эгагропила Линнея — макроскопическая водоросль, дерновинки шаровидные, диаметром 1-2 см. В Вологодской области найдена только в Соренском озере (Вологодский район). В России встречается также в других регионах от европейской части до дальнего востока. Вне России — в странах Европы и на Кавказе. Евразиатский вид.                                                 | Обмеление и загрязнение водоёмов, массовый сбор. Необходима организация заказника и выявление новых местообитаний.                                                                      |             | 2 DD |
| 3 | Nostoc coeruleum Lyngbya, 1819     | Носток голубой — сине-зелёная водоросль, образует колонии до 1 см в диаметре, иногда более крупные, но неправильной формы. Бледного сине-зелёного, реже коричневатого цвета | |             | 2 DD |
| 4 | Nostoc pruniforme C.Agardh, ?      | Носток сливообразный — макроскопическая неприкрёпленная водоросль. Образует шаровидные или эллипсовидные колонии размером 3-5 см. Найдена в Кирилловском районе (Сиверское озеро и устье реки Модлоны). Распространена в России, Западной Европе, Средней Азии, Китае, Северной Америке. Голарктический вид.                                                              | Вероятно, требователен к чистоте, прозрачности, эвтрофности водоемов. Уже исчез на участках Сиверского озера. Необходимы дополнительные исследования.                                   |             | 2 DD |